# Молотай, Анатолий Николаевич
Анатолий Николаевич Молотай (укр. Анатолій Миколайович Молотай; 1 ноября 1937, Проскуров, Каменец-Подольская область — 7 сентября 2022) — советский футболист и тренер, выступавший на позиции защитника и полузащитника. Мастер спорта СССР, заслуженный тренер Украинской ССР

## Биография

### Клубная карьера
Практически всю карьеру игрока провёл в городе Винница, где выступал за местный «Локомотив», за 7 лет отыграл 151 матч в чемпионате и 13 игр в кубке

### Тренерская карьера
За 20 лет с перерывами работал в различных клубах, как тренером, так и главным наставником. В частности, в таких, как «Буковина» (Черновцы), ЦСКА (Киев), «Днепр» (Черкассы), «Динамо» (Ирпень) и «Горняк» (Горное). Позднее работал на должности инспектора в ПФЛ Украины
Окончил Винницкий политехнический институт. Умер 7 сентября 2022 года, похоронен на Байковом кладбище в Киеве. 